# Paul Scheffer-Boichorst
Paul Scheffer-Boichorst (født 25. maj 1843 i Elberfeld, død 17. januar 1902 i Berlin) var en tysk historiker.
Scheffer-Boichorst blev professor 1875 i Giessen, 1876 i Strassburg og 1890 i Berlin. Han ansås være en af sin tids fremste middelalderforskere i Tyskland. Blandt hans skrifter må nævnes: Friedrichs I. letzter Streit mit der Kurie (1866), Florentinerstudien (1874), Die Neuordnung der Papstwahl durch Nicolaus II. (1879) og Aus Dantes Verbannung (1882). Han udgav blandt andet en rekonstruktion af "Annales Patherbrunnenses" (1870). Hans Gesammelte Schriften udgavs af Emil Schaus og Ferdinand Güterbock (2 bind, 1904-05).